# FripSide
fripSide là cặp song ca nhạc pop và trance Nhật Bản do nhà soạn nhạc Yaginuma Satoshi (Sat) và ca sĩ Nao thành lập vào tháng 2 năm 2002.

## Lịch sử
Trong một cuộc phỏng vấn năm 2008, Satoshi nói rằng anh là người hâm mộ của TM Network và thành viên Komuro Tetsuya của nhóm khi còn học tiểu học và trung học cơ sở. Anh bắt đầu sản xuất âm nhạc của mình ở tuổi 14.
Lúc khởi đầu, ban nhạc phát hành các bài hát của mình trên Muzie, cộng đồng nhạc indie và nghiệp dư Nhật Bản. Album của fripSide luôn có doanh số cao tại cửa hàng CD trực tuyến của Muzie. Tính đến tháng 7 năm 2006, hơn 6.000 bản của ba album gốc đã được bán ra.

## Thành viên

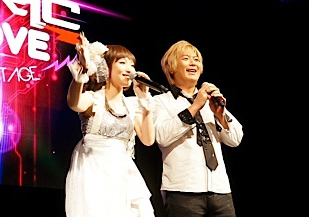
Fripside tại Anime Festival Asia 2012.
từ trái sang phải: Nanjō Yoshino, Yaginuma Satoshi.

### Thành viên chính
- Yaginuma Satoshi (biệt danh "Sat") (nhà soạn nhạc, biên khúc, hát, lời, synthesizer, guitar, lập trình)
- Uesugi Mao (hát, lời) - Được công bố là một trong hai ca sĩ chính của fripSide vào 24 tháng 4, 2022.
- Hsayo Abe (hát, lời) - được công bố là một trong hai ca sĩ chính của fripSide vào 24 tháng 4, 2022.

### Cựu thành viên
- Nao (hát, lời) – tốt nghiệp ngày 15 tháng 3, 2009.
- Nanjō Yoshino (biệt danh "Nanjolno") (hát, lời) – được công bố là ca sĩ chính mới của fripSide vào ngày 28 tháng 7 năm 2009. Tốt nghiệp vào ngày 24 tháng 4, 2022.

### Nhân viên âm thanh
- Kenji (đạo diễn âm thanh)
- Takumi Okamoto (đạo diễn âm thanh)
- masa (điệp khúc, synthesizer)
- Mayu (guitar)
- Toguchida Takahiro (guitar)
- a2c (guitar)
- Yamashita Shinichiro (lời bài hát)
- Graphics3810 (thiết kế)
- Kula (quản lý)
- riko (điệp khúc)
- Kawasaki Kai (biệt danh: "DJ Manga") (biên khúc, DJ, synthesizer)
- kurokawa shin (lời, soạn nhạc)
- Saito Shinya (biên khúc)
- Takeshi Hoshino (guitar)
- Kazumi Yagi (trống)
- Yuta Kitamura (guitar bass)

## Danh sách đĩa nhạc

### fripSide (Nao)

#### Đĩa đơn
- "Flower Of Bravery" (2008)

### fripSide NAO project!

#### Đĩa đơn
- "Yappari sekaiha atashi☆legend!!" (2008)

### fripSide (Yoshino)

#### Đĩa đơn
- "only my railgun" (2009)
- "Level 5: Judgelight" (2010)
- "Future Gazer" (2010)
- "Heaven is a Place on Earth" (2011)
- "Way to Answer" (2011)
- "Sister's Noise" (2013)
- "eternal reality" (2013)
- "black bullet" (2014)
- "Luminize" (2015)
- "Two Souls – Toward The Truth" (2015)
- "White Forces" (2016)
- "clockwork planet" (2017)
- "killing bites" (2018)
- "divine criminal" (2018)
- "Love with You" (2018)
- "final phase" (2020)
- "dual existence" (2020)
- "legendary future" (2020)
- "Leap of faith" (2022)

### fripSide (Mao & Hisayo)

#### Đĩa đơn
- "dawn of infinity" (2022)
- "Red Liberation" (2023)